# 19.ª etapa da Volta a Espanha de 2021
A 19.ª etapa da Volta a Espanha de 2021 teve lugar a 3 de setembro de 2021 entre Tapia de Casariego e Monforte de Lemos sobre um percurso de 191,2 km e foi vencida pelo dinamarquês Magnus Cort da equipa EF Education-NIPPO. O esloveno Primož Roglič conseguiu manter a liderança por mais um dia.

## Classificação da etapa
| Tapia de Casariego - Monforte de Lemos | etapa escarpada | (191,2 km) |

| \| Classificação por etapas \| Classificação por etapas \| Classificação por etapas \| Classificação por etapas \| Classificação por etapas \| \| Ciclista \| Ciclista \| Equipe \| Tempo \| \| \| ------------------------ \| ------------------------ \| ------------------------ \| ------------------------ \| ------------------------ \| \| 1. \| Magnus Cort \| EF Education-Nippo \| 4h24m54s \| \| \| 2. \| Rui Oliveira \| UAE Team Emirates \| + 0s \| \| \| 3. \| Quinn Simmons \| Trek-Segafredo \| + 0s \| \| \| 4. \| Andrea Bagioli \| Deceuninck-Quick Step \| + 0s \| \| \| 5. \| Anthony Roux \| Groupama-FDJ \| + 0s \| \| \| 6. \| Andreas Kron \| Lotto-Soudal \| + 0s \| \| \| 7. \| Lawson Craddock \| EF Education-Nippo \| + 5s \| \| \| 8. \| Alberto Dainese \| Team DSM \| + 18s \| \| \| 9. \| Matteo Trentin \| UAE Team Emirates \| + 18s \| \| \| 10. \| Alexander Krieger \| Alpecin-Fenix \| + 18s \| \| |                   |                       |          |
| |                   |                       |          |
| Fonte: ProCyclingStats |                   |                       |          |
| Classificação por etapas |                   |                       |          |
| Ciclista | Ciclista          | Equipe                | Tempo    |
| 1. | Magnus Cort       | EF Education-Nippo    | 4h24m54s |
| 2. | Rui Oliveira      | UAE Team Emirates     | + 0s     |
| 3. | Quinn Simmons     | Trek-Segafredo        | + 0s     |
| 4. | Andrea Bagioli    | Deceuninck-Quick Step | + 0s     |
| 5. | Anthony Roux      | Groupama-FDJ          | + 0s     |
| 6. | Andreas Kron      | Lotto-Soudal          | + 0s     |
| 7. | Lawson Craddock   | EF Education-Nippo    | + 5s     |
| 8. | Alberto Dainese   | Team DSM              | + 18s    |
| 9. | Matteo Trentin    | UAE Team Emirates     | + 18s    |
| 10. | Alexander Krieger | Alpecin-Fenix         | + 18s    |

## Classificações ao final da etapa

### Classificação geral
| \| Classificação geral \| Classificação geral \| Classificação geral \| Classificação geral \| Classificação geral \| \| Ciclista \| Ciclista \| Equipe \| Tempo \| \| \| ------------------- \| ------------------- \| ------------------- \| ------------------- \| ------------------- \| \| 1. \| Primož Roglič \| Jumbo-Visma \| 77h49m37s \| \| \| 2. \| Enric Mas \| Movistar Team \| + 2m30s \| \| \| 3. \| Miguel Ángel López \| Movistar Team \| + 2m53s \| \| \| 4. \| Jack Haig \| Bahrain Victorious \| + 4m36s \| \| \| 5. \| Egan Bernal \| Ineos Grenadiers \| + 4m43s \| \| \| 6. \| Adam Yates \| Ineos Grenadiers \| + 5m44s \| \| \| 7. \| Sepp Kuss \| Jumbo-Visma \| + 6m02s \| \| \| 8. \| Gino Mäder \| Bahrain Victorious \| + 7m48s \| \| \| 9. \| Guillaume Martin \| Cofidis \| + 8m31s \| \| \| 10. \| David de la Cruz \| UAE Team Emirates \| + 9m24s \| \| |                    |                    |           |
| |                    |                    |           |
| Fonte: ProCyclingStats |                    |                    |           |
| Classificação geral |                    |                    |           |
| Ciclista | Ciclista           | Equipe             | Tempo     |
| 1. | Primož Roglič      | Jumbo-Visma        | 77h49m37s |
| 2. | Enric Mas          | Movistar Team      | + 2m30s   |
| 3. | Miguel Ángel López | Movistar Team      | + 2m53s   |
| 4. | Jack Haig          | Bahrain Victorious | + 4m36s   |
| 5. | Egan Bernal        | Ineos Grenadiers   | + 4m43s   |
| 6. | Adam Yates         | Ineos Grenadiers   | + 5m44s   |
| 7. | Sepp Kuss          | Jumbo-Visma        | + 6m02s   |
| 8. | Gino Mäder         | Bahrain Victorious | + 7m48s   |
| 9. | Guillaume Martin   | Cofidis            | + 8m31s   |
| 10. | David de la Cruz   | UAE Team Emirates  | + 9m24s   |

### Classificação por pontos
| Classificação por pontos | Classificação por pontos | Classificação por pontos | Classificação por pontos | Classificação por pontos |
| Ciclista                 | Ciclista                 | Equipe                   | Pontos                   |                          |
| ------------------------ | ------------------------ | ------------------------ | ------------------------ | ------------------------ |
| 1.                       | Fabio Jakobsen           | Deceuninck-Quick Step    | 250 pts                  |                          |
| 2.                       | Primož Roglič            | Jumbo-Visma              | 162 pts                  |                          |
| 3.                       | Magnus Cort              | EF Education-Nippo       | 144 pts                  |                          |
| 4.                       | Matteo Trentin           | UAE Team Emirates        | 132 pts                  |                          |
| 5.                       | Alberto Dainese          | Team DSM                 | 120 pts                  |                          |
| 6.                       | Michael Matthews         | BikeExchange             | 114 pts                  |                          |
| 7.                       | Andrea Bagioli           | Deceuninck-Quick Step    | 101 pts                  |                          |
| 8.                       | Enric Mas                | Movistar Team            | 100 pts                  |                          |
| 9.                       | Miguel Ángel López       | Movistar Team            | 92 pts                   |                          |
| 10.                      | Arnaud Démare            | Groupama-FDJ             | 91 pts                   |                          |

### Classificação da montanha
| Classificação da montanha | Classificação da montanha | Classificação da montanha | Classificação da montanha | Classificação da montanha |
| Ciclista                  | Ciclista                  | Equipe                    | Pontos                    |                           |
| ------------------------- | ------------------------- | ------------------------- | ------------------------- | ------------------------- |
| 1.                        | Michael Storer            | Team DSM                  | 59 pts                    |                           |
| 2.                        | Romain Bardet             | Team DSM                  | 54 pts                    |                           |
| 3.                        | Primož Roglič             | Jumbo-Visma               | 48 pts                    |                           |
| 4.                        | Damiano Caruso            | Bahrain Victorious        | 33 pts                    |                           |
| 5.                        | Rafał Majka               | UAE Team Emirates         | 33 pts                    |                           |
| 6.                        | Miguel Ángel López        | Movistar Team             | 28 pts                    |                           |
| 7.                        | Jack Haig                 | Bahrain Victorious        | 23 pts                    |                           |
| 8.                        | Sepp Kuss                 | Jumbo-Visma               | 19 pts                    |                           |
| 9.                        | Enric Mas                 | Movistar Team             | 17 pts                    |                           |
| 10.                       | Egan Bernal               | Ineos Grenadiers          | 16 pts                    |                           |

### Classificação dos jovens
| Classificação dos jovens | Classificação dos jovens | Classificação dos jovens | Classificação dos jovens | Classificação dos jovens |
| Ciclista                 | Ciclista                 | Equipe                   | Tempo                    |                          |
| ------------------------ | ------------------------ | ------------------------ | ------------------------ | ------------------------ |
| 1.                       | Egan Bernal              | Ineos Grenadiers         | 77h54m20s                |                          |
| 2.                       | Gino Mäder               | Bahrain Victorious       | + 3m05s                  |                          |
| 3.                       | Juan Pedro López         | Trek-Segafredo           | + 13m20s                 |                          |
| 4.                       | Rémy Rochas              | Cofidis                  | + 34m31s                 |                          |
| 5.                       | Clément Champoussin      | AG2R Citroën Team        | + 47m32s                 |                          |
| 6.                       | Steff Cras               | Lotto-Soudal             | + 1h05m55s               |                          |
| 7.                       | Jefferson Cepeda         | Caja Rural-Seguros RGA   | + 1h23m09s               |                          |
| 8.                       | Aleksandr Vlasov         | Astana-Premier Tech      | + 1h33m13s               |                          |
| 9.                       | Gotzon Martín            | Euskaltel-Euskadi        | + 1h36m16s               |                          |
| 10.                      | Pavel Sivakov            | Ineos Grenadiers         | + 1h38m23s               |                          |

### Classificação por equipas
| Classificação por equipes | Classificação por equipes          | Classificação por equipes | Classificação por equipes |
| Equipe                    | Equipe                             | Tempo                     |                           |
| ------------------------- | ---------------------------------- | ------------------------- | ------------------------- |
| 1.                        | Bahrain Victorious                 | 233h45m04s                |                           |
| 2.                        | Jumbo-Visma                        | + 4m01s                   |                           |
| 3.                        | Ineos Grenadiers                   | + 15m22s                  |                           |
| 4.                        | Movistar Team                      | + 42m01s                  |                           |
| 5.                        | Intermarché-Wanty-Gobert Matériaux | + 47m23s                  |                           |
| 6.                        | UAE Team Emirates                  | + 59m18s                  |                           |
| 7.                        | AG2R Citroën Team                  | + 1h42m29s                |                           |
| 8.                        | Trek-Segafredo                     | + 1h48m21s                |                           |
| 9.                        | Cofidis                            | + 1h55m27s                |                           |
| 10.                       | Astana-Premier Tech                | + 2h48m34s                |                           |

## Abandonos
Sergio Luis Henao, Sacha Modolo e Louis Meintjes não completaram a etapa.